# Holden Commodore
Holden Commodore je automobil srednje veličine koji se proizvodi od 1978. u Australiji, i prije Novom Zelandu u tvrtci Holden koja je podružinica američke tvrtke General Motors. Tokom sredine 1970-tih, Holden je razmatrao kako zamijeniti dugogodišnji model automobila Kingswood, s manjim automobilom koji bi bio zasnovan na šasiji jedong od opelovih modela. Opel je ostao osnovica Commodorea sve do četvrte generacije, kada je Holden uspio razviti svoju šasiju. Od osnovnog automobila Commodore nastalo je nekoliko derivatnih modela:
- Statesman

- Caprice

- Monaro coupé

- Crewman radno vozilo

- Adventra (pogon na sva četiri kotača)

- Holden Ute

- Commodore Berlina

- Commodore Calais

Zanimljivo je da su automobili Commodore iz druge generacije prodavavali pod značkom Toyote (Toyota Lexen - po imenu slavnog australskog dizajnera jahti), i to je jedini automobil koje je Toyota nabavljala izvan svojih vlastitih tvornica. Od sredine 1990-tih Holden počinje izvoziti luksuznije modele automobila Commodore u zemljama Jugoistočne Azije (Opel Calais) i srednjeg Istoka (Saudijska Arabija) i to većinom modele s V8 motorom. Od 1997. Holden započinje s izvozom Commodorea u SAD (Chevrolet Lumina, Chevrolet Omega) i Velikoj Britaniji 2007. godine s modelom Vauxhall VXR8. Između 2007. i 2009. u SAD izvozi se sportski kupe pod imenom Pontiac G8.